# 新四军纪念馆

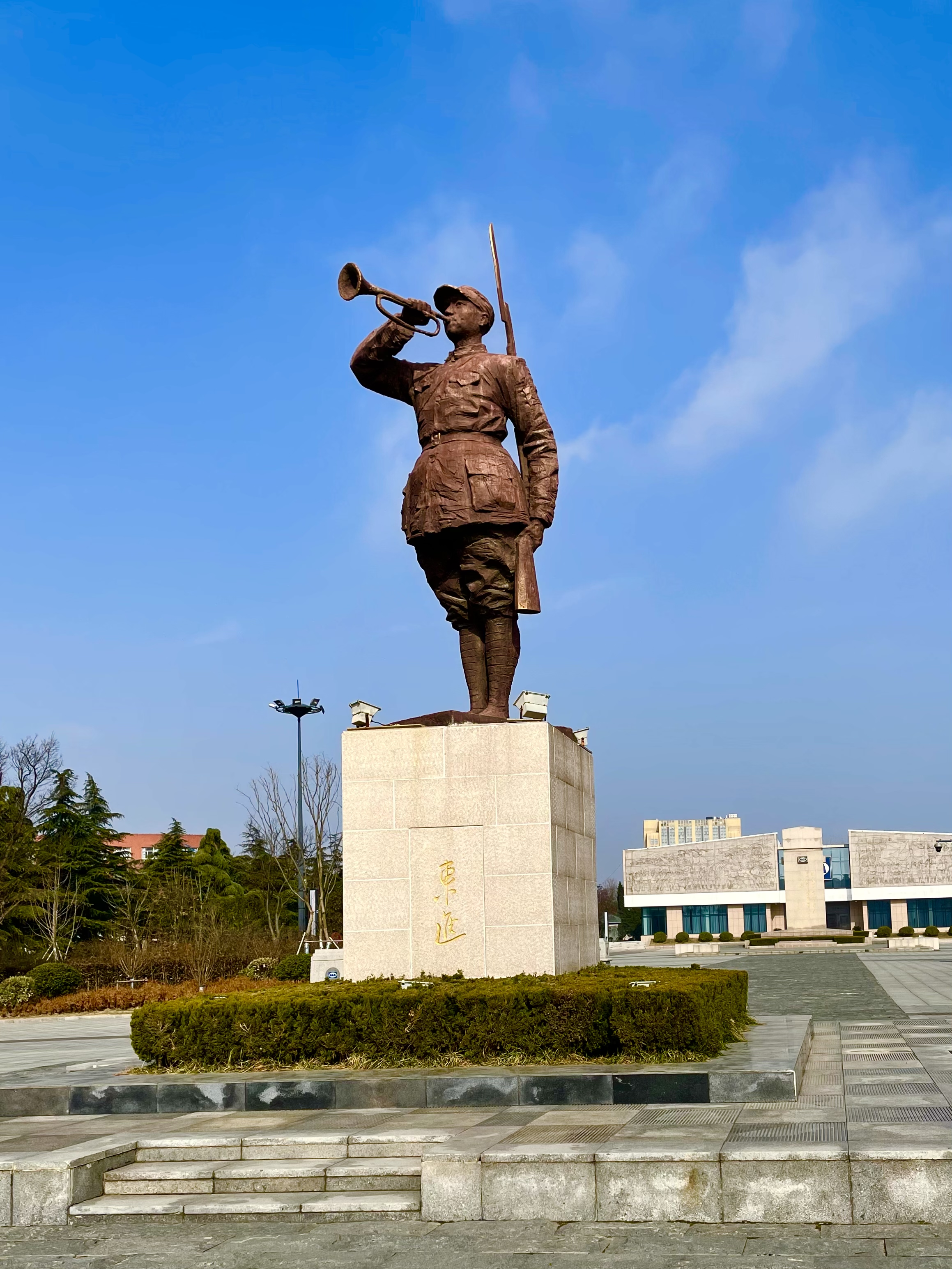
主馆区正门入口处的新四军战士雕塑

新四军纪念馆，位于中华人民共和国江苏省盐城市建军东路159号，是展现新四军抗战历史的综合性博物馆。1986年正式开馆。2001年6月11日，獲列中共中央宣传部公布的第二批全国爱国主义教育示范基地名单。2011年1月25日，獲评国家4A级旅游景区。2014年抗战胜利69周年之际，纪念馆獲列中华人民共和国国务院公布的80处国家级抗战纪念设施、遗址名录。

## 简介

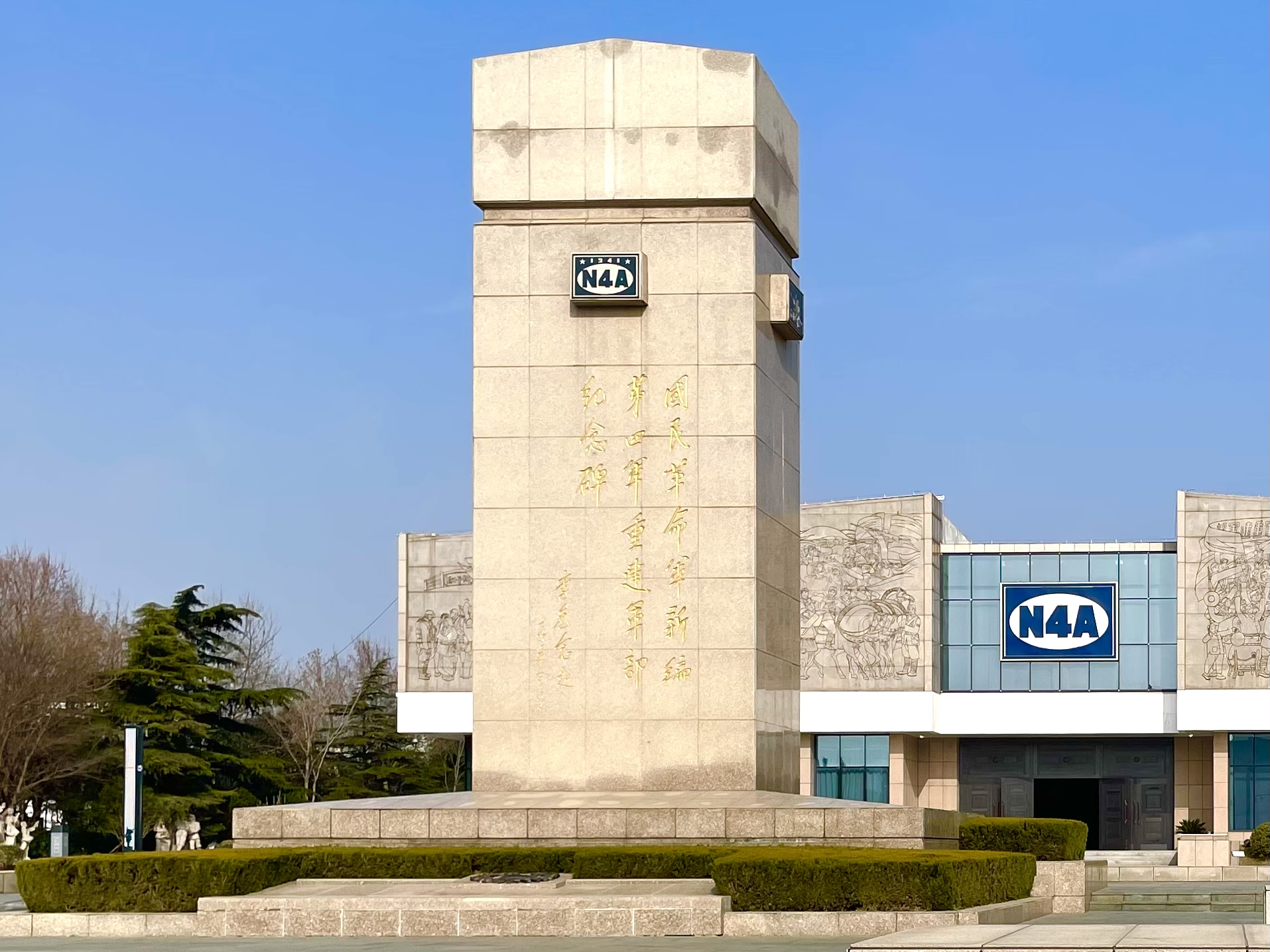
新四军重建军部纪念碑

新四军纪念馆由“主馆区”、“重建军部纪念塔”和“重建军部旧址”（泰山庙）三部分组成，总占地120余亩，建筑面积13,000多平方米，展览面积9,000余平方米。馆内藏有与新四军抗战相关文物1万多件。“新四军重建军部旧址”（泰山庙，又名东岳庙），位于盐城市建军西路118号，于1997年8月由江苏省委宣传部公布为江苏省爱国主义教育基地，2006年5月由国务院公布为中国国家级重点文物保护单位。“重建军部纪念塔”，于1986年9月落成，在当地俗称“大铜马”，位于盐城市建军广场的环岛中央，建军路与解放路交汇处。

### 主馆区

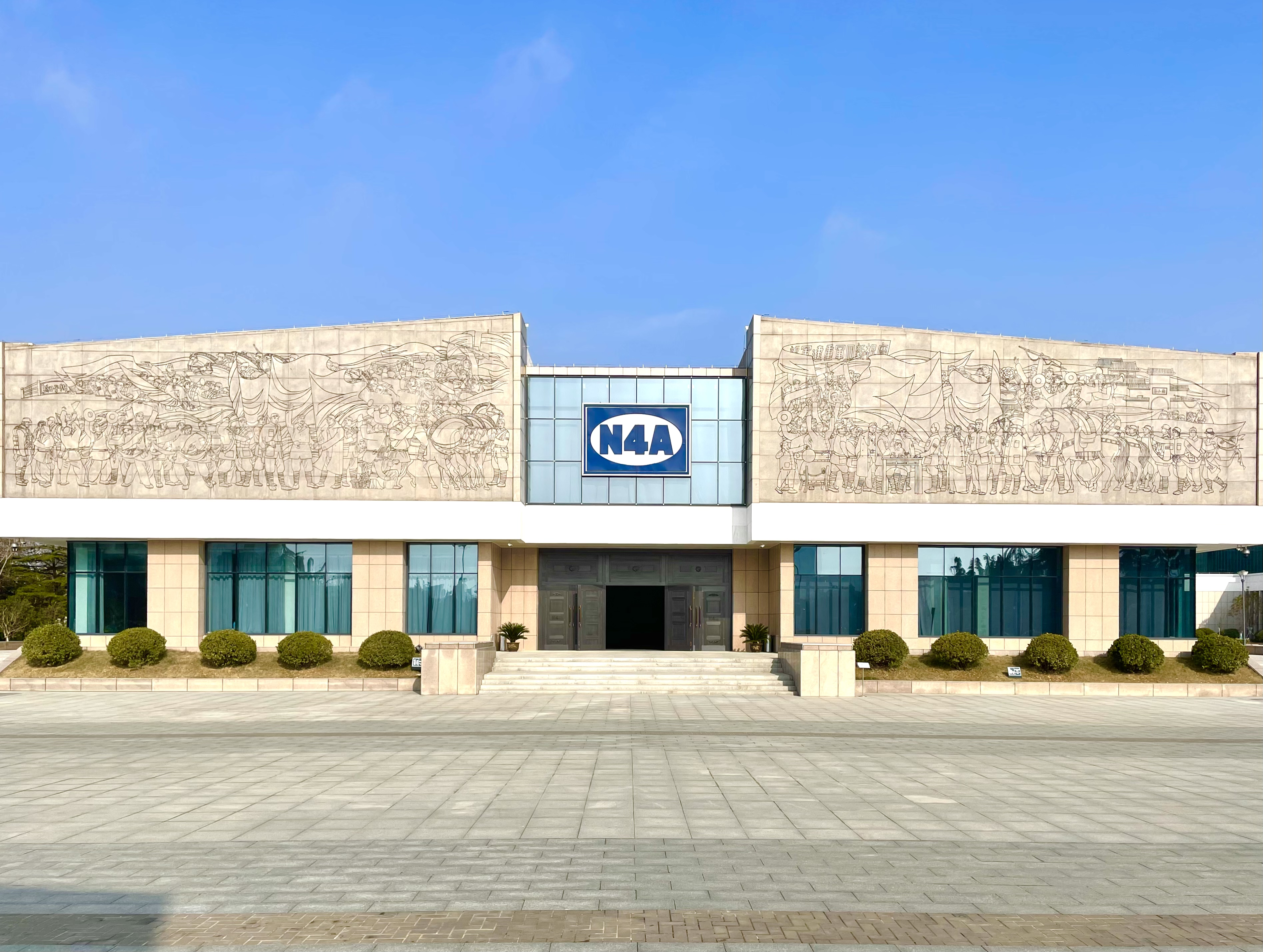
新四军纪念馆展厅主体建筑

主馆区南北长330米，东西宽110米，占地50余亩，馆区内又分为群雕、碑林、展厅、园林四个景区。展厅大楼前的广场正中立有一座11.75米高的纪念碑。正面刻有李先念题写的“国民革命军新编第四军重建军部纪念碑”，纪念碑背面刻有黄克诚撰写的《盐阜会师记》。

### 重建军部纪念塔
重建军部纪念塔，于1986年9月落成，是一座青铜雕塑，重约4吨。塔身外形为一名新四军战士骑在马背上，马首朝东，塔基座为深色石材材质，俗称“大铜马”。纪念塔花坛直径12米，塔总高10.12米，寓意新四军建军纪念日10月12日。塔基座上刻有张爱萍上将亲笔题词：“新四军重建军部纪念塔”。

### 重建军部旧址
重建军部旧址，前身为泰山庙，又名东岳庙，为皖南事变后重建新四军时的军部所在地。泰山庙为三殿两厢结构。正殿为新四军司令部作战室，军参谋长赖传珠曾在此办公，墙上依次悬挂着苏中、苏北、苏南、淮南、淮北、皖江和鄂豫边7块抗日根据地的作战地图。后殿为藏经楼，楼下东、西房内曾为刘少奇和陈毅住所。

## 地方文化
盐城当地百姓将“新四军纪念馆”、“大铜马”（重建军部纪念碑）以及“泰山庙”（重建军部旧址）三者合称为“盐城新马泰”。